# Xưởng đồ sắt ở Engelsberg
Xưởng đồ sắt Engelsberg (tiếng Thụy Điển: Engelsbergs bruk) là xưởng đúc đồ sắt ở Ängelsberg, một ngôi làng ở đô thị Fagersta, Västmanland, Thụy Điển. Nó được xây dựng vào năm 1681 bởi Per Larsson Gyllenhöök (1645-1706) và phát triển thành một trong những xưởng sắt hiện đại nhất thế giới trong thời kỳ 1700–1800. Nó được UNESCO công nhận là Di sản thế giới từ năm 1993.

## Tên
Xưởng đồ sắt được đặt theo tên của Englika, một người sinh ra ở Đức và bắt đầu sản xuất sắt ở Engelsberg vào thế kỷ 14.

## Lịch sử
Lịch sử sản xuất sắt trong khu vực bắt đầu từ ít nhất thế kỷ 13. Nông dân địa phương vừa khai thác quặng và vừa sản xuất sắt bằng lò nung nguyên thủy. Vào cuối thế kỷ 16, các phương thức sản xuất hiện đại hơn đã được giới thiệu ở Engelsberg và sản lượng sản xuất tăng đáng kể trong những thập kỷ tiếp theo.
Xưởng đúc đồ sắt này được tộc trưởng Per Larsson Gyllenhöök (1645-1706) xây dựng năm 1681. Ông ta và người con trai tên là Anders Gyllenhöök (1674-1757) đã mở rộng xưởng vào khoảng đầu thế kỷ 18. Đây là một trong các xưởng đúc đồ sắt hiện đại nhất thế giới trong thời kỳ đó. Bên cạnh xưởng còn có các nhà văn phòng, kho chứa hàng, nhà ở cho công nhân...
Năm 1728, Anders Gyllenhöök đã bán khu xưởng này cho gia đình Söderhielm. Sau đó gia đình Söderhielm đã mở rộng khu xưởng thêm nữa. Vào thế kỷ 19, xưởng đúc đồ sắt Engelsberg do gia đình Timm sở hữu. Viên tổng lãnh sự Axel Axson Johnson mua xưởng này năm 1916 và giao cho công ty Avesta Jernverks quản lý. Ba năm sau, xưởng ngưng sản xuất. Ngày nay, xưởng đồ sắt Engelsberg do công ty Nordstjernan AB sở hữu. Thập niên 1970, với sự giúp đỡ của "Riksantikvarieämbetet" (Ủy ban quốc gia phụ trách Di sản thế giới và Di sản quốc gia Thụy Điển) thì xưởng này đã được phục hồi và dùng làm nhà bảo tàng. Nhà bảo tàng này thuộc Ekomuseum Bergslagen (Cơ quan hợp tác các nhà bảo tàng hạt Västmanland).

## Hình ảnh

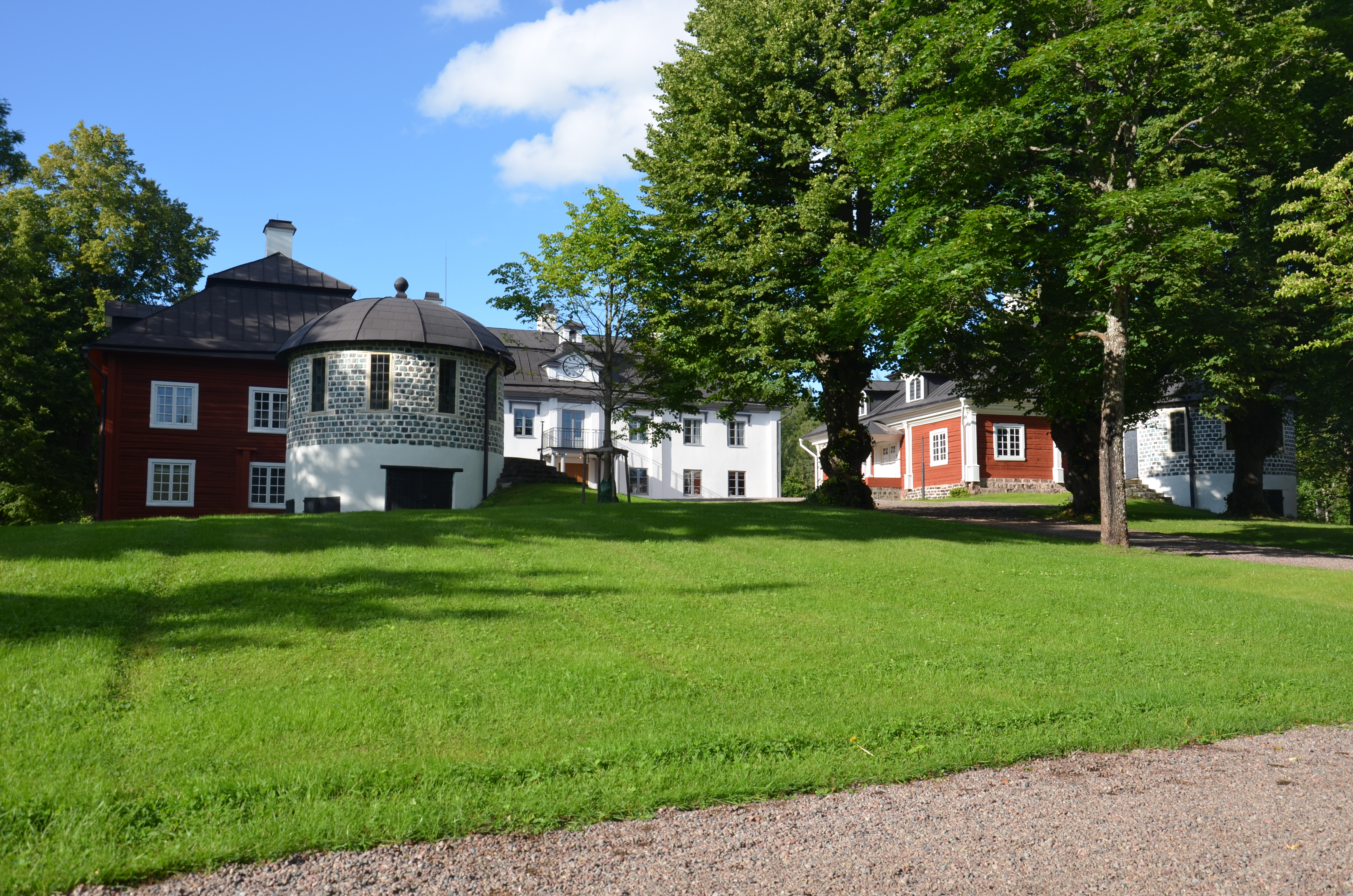
Biệt thự nhìn từ bên cánh
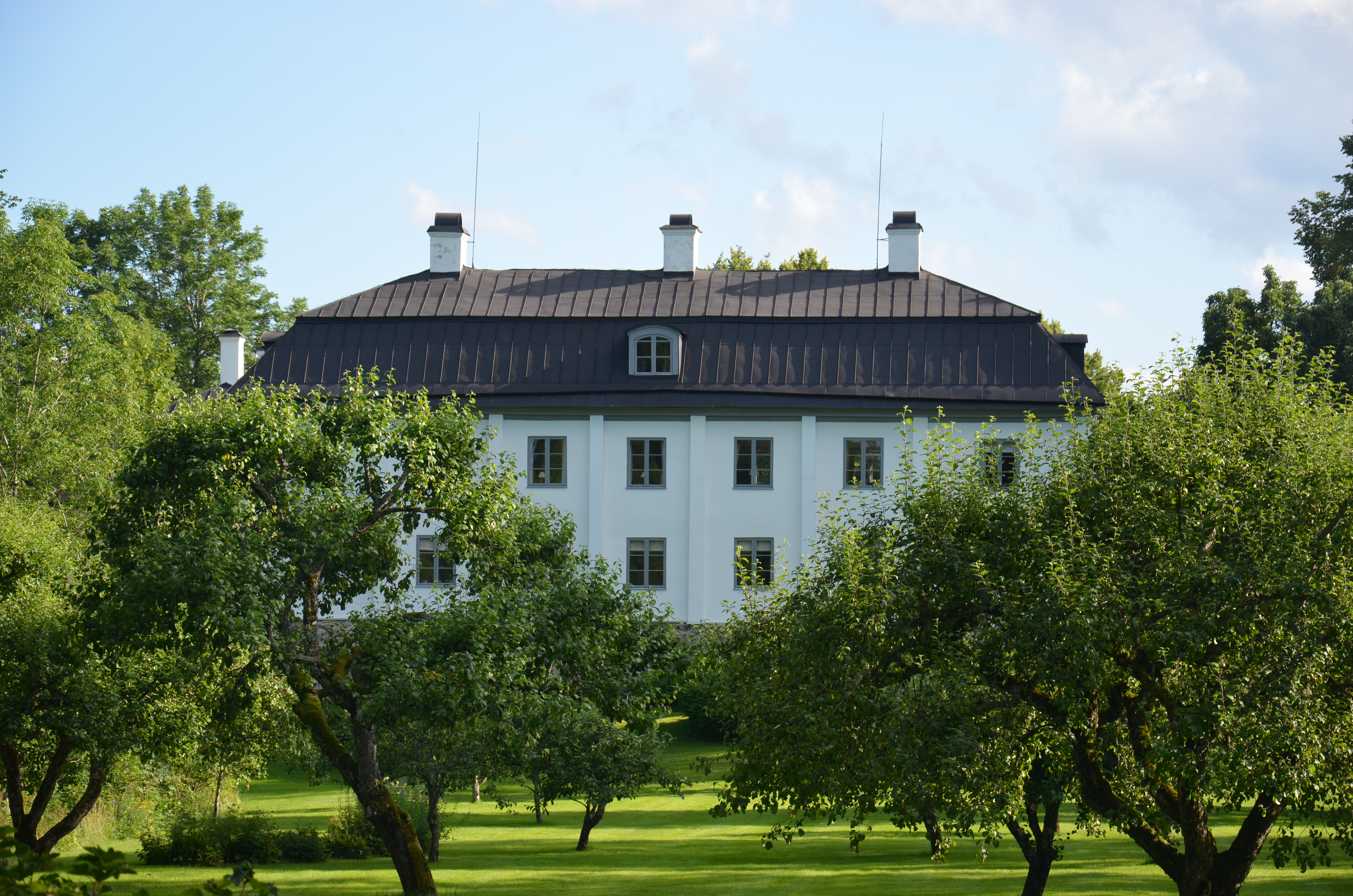
Biệt thự nhìn từ vườn
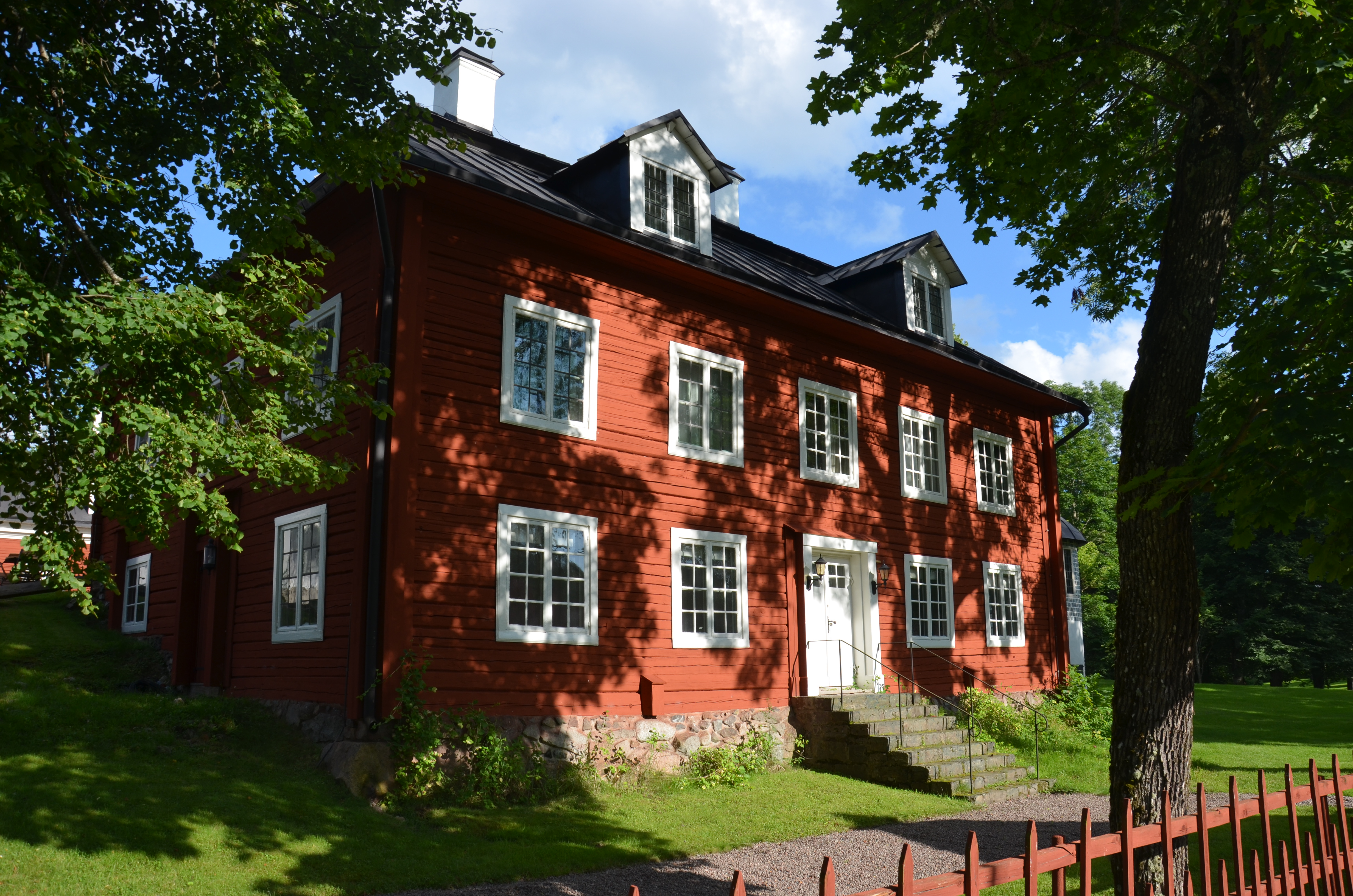
Cánh phía tây
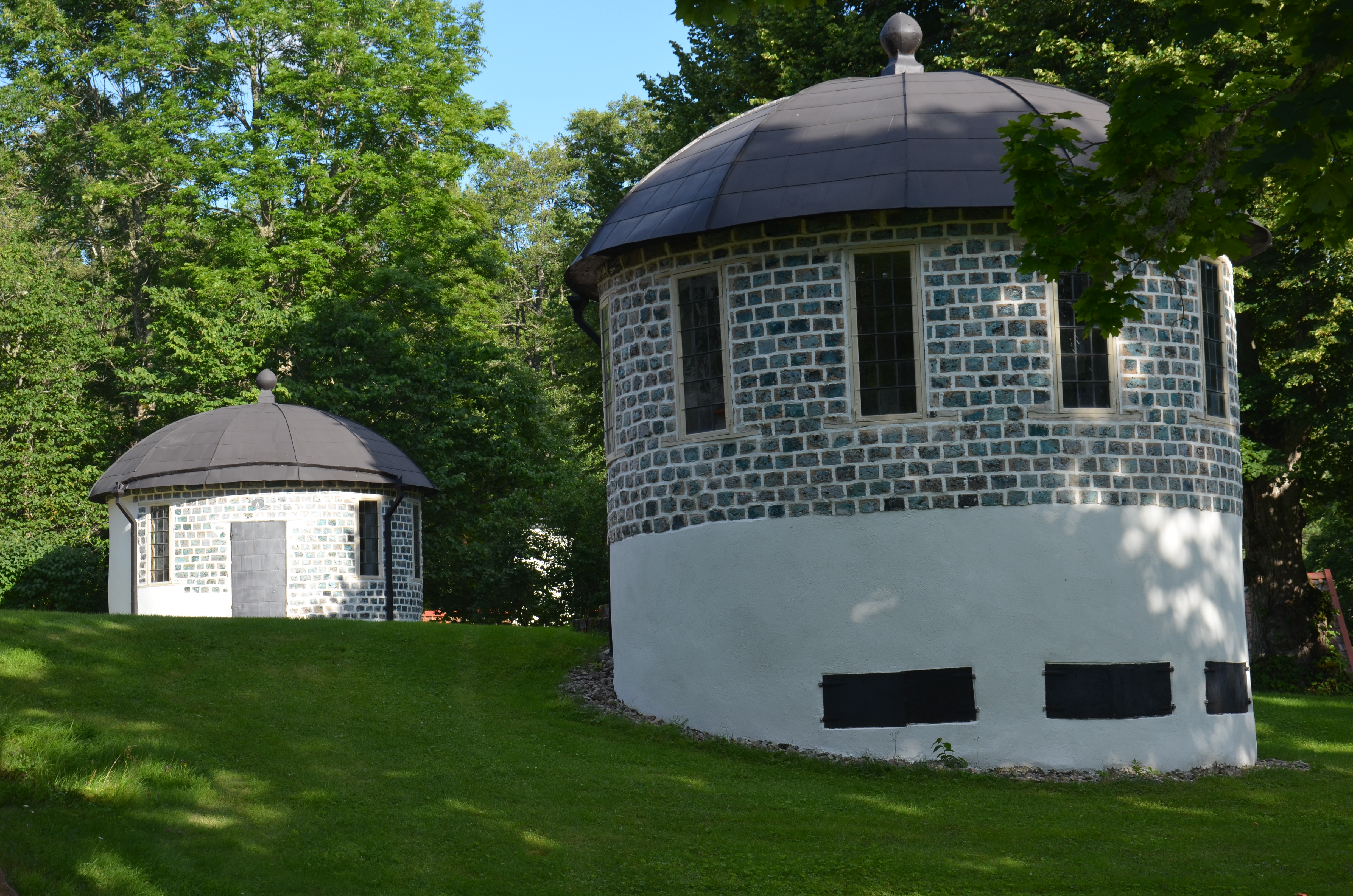
Tháp đá xỉ
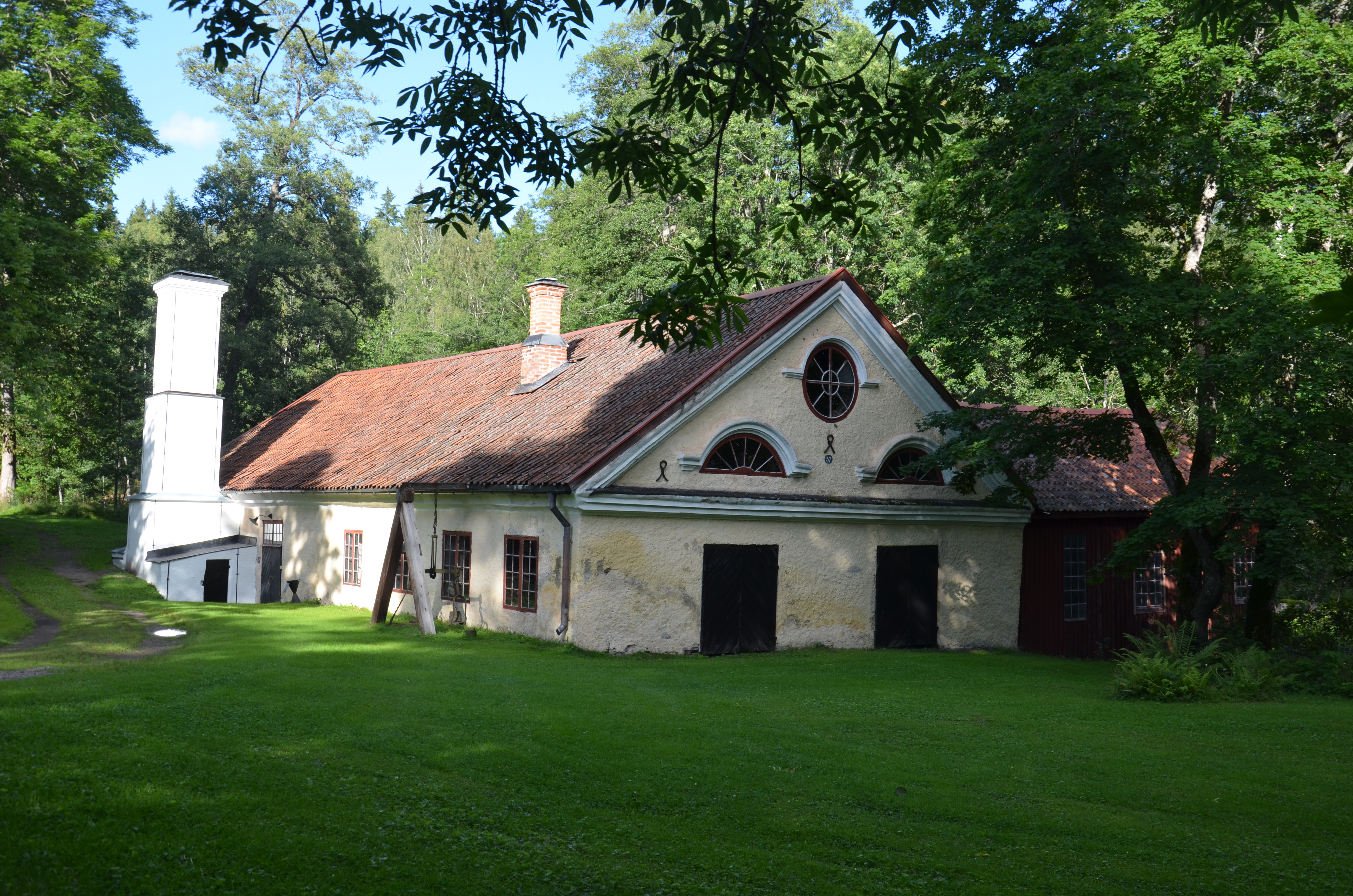
Lò rèn
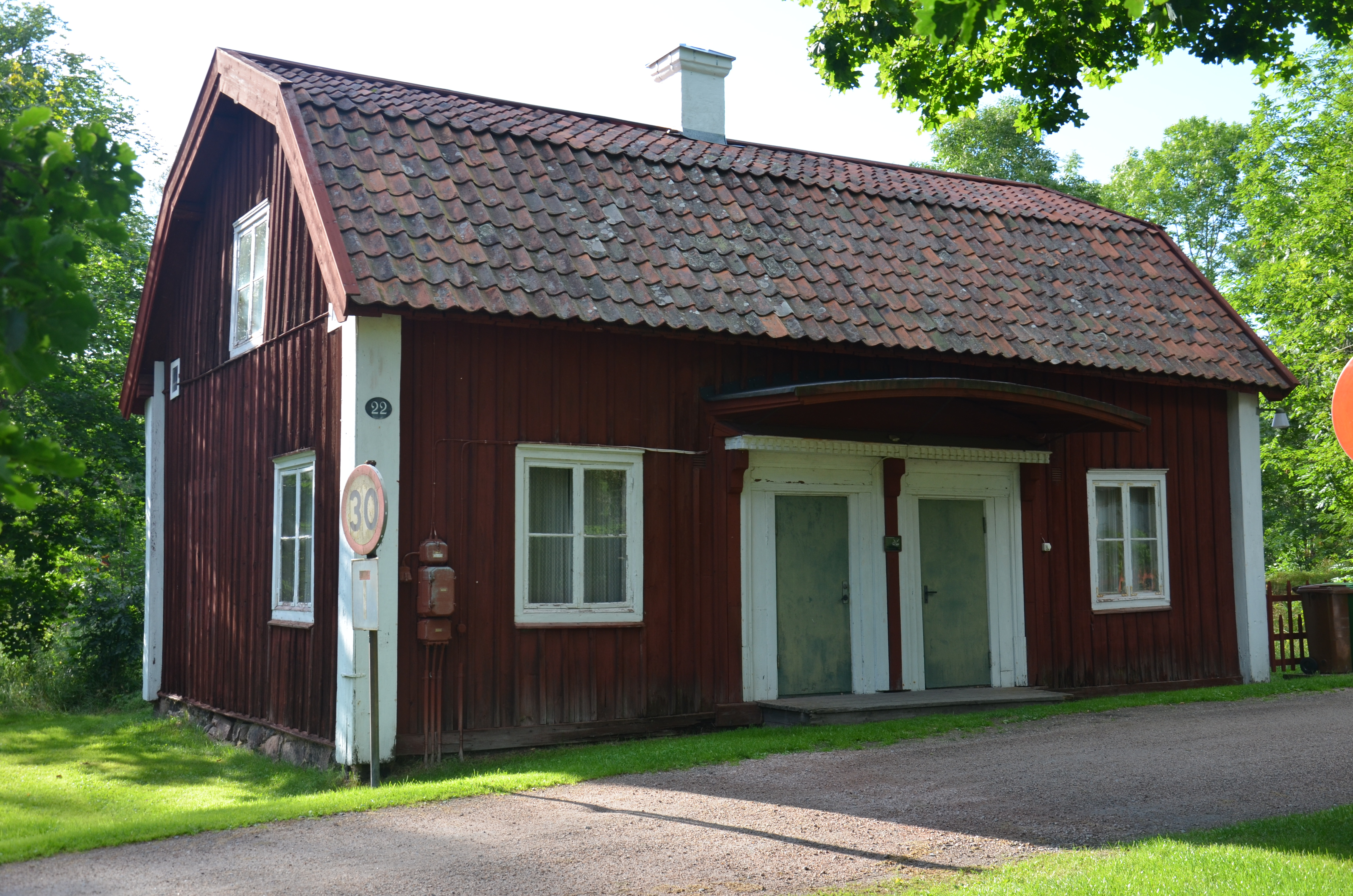
Văn phòng cũ
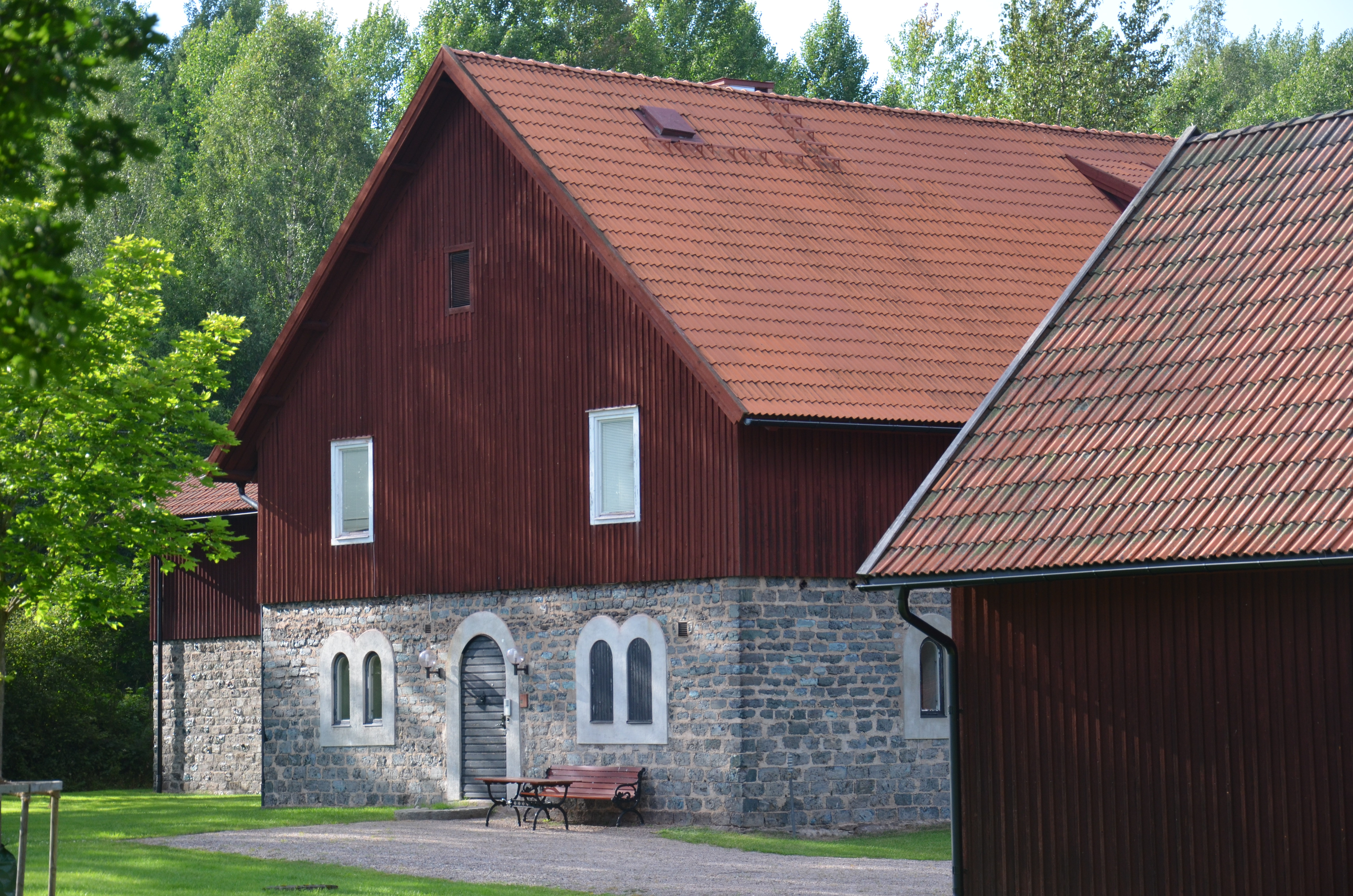
Kho lưu trữ của Tập đoàn Axel Johnson
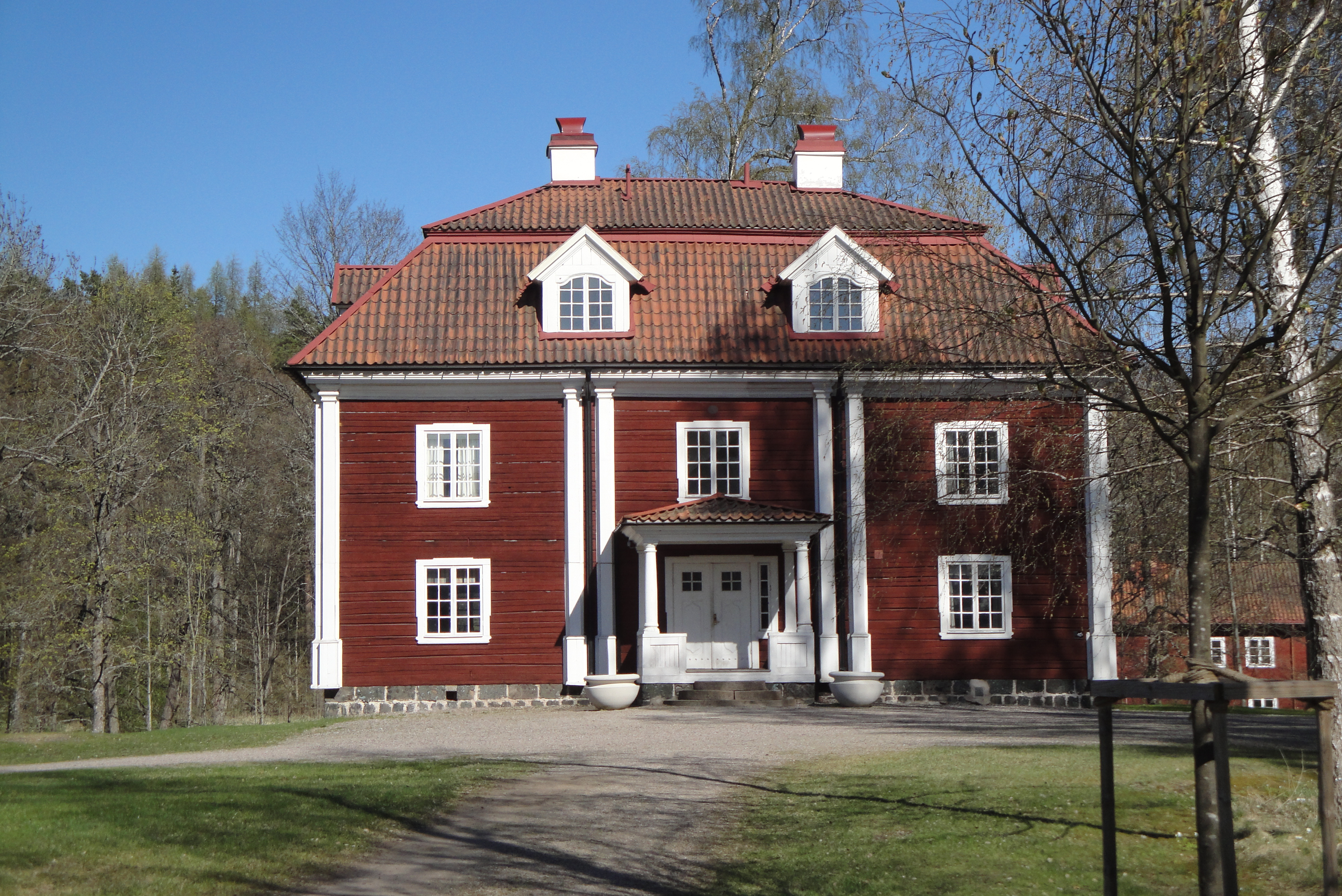
Văn phòng mới
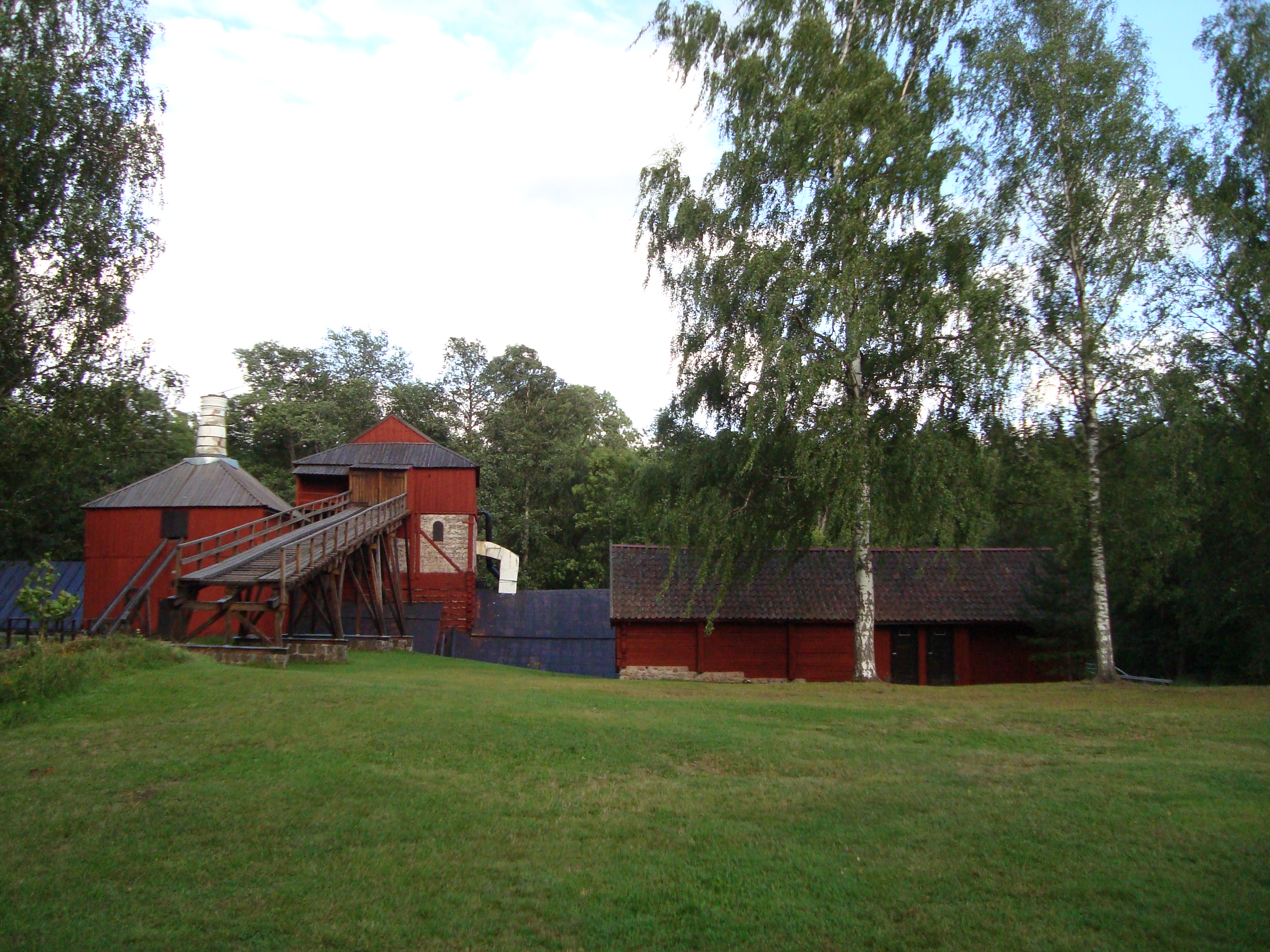
Các lò sản xuất
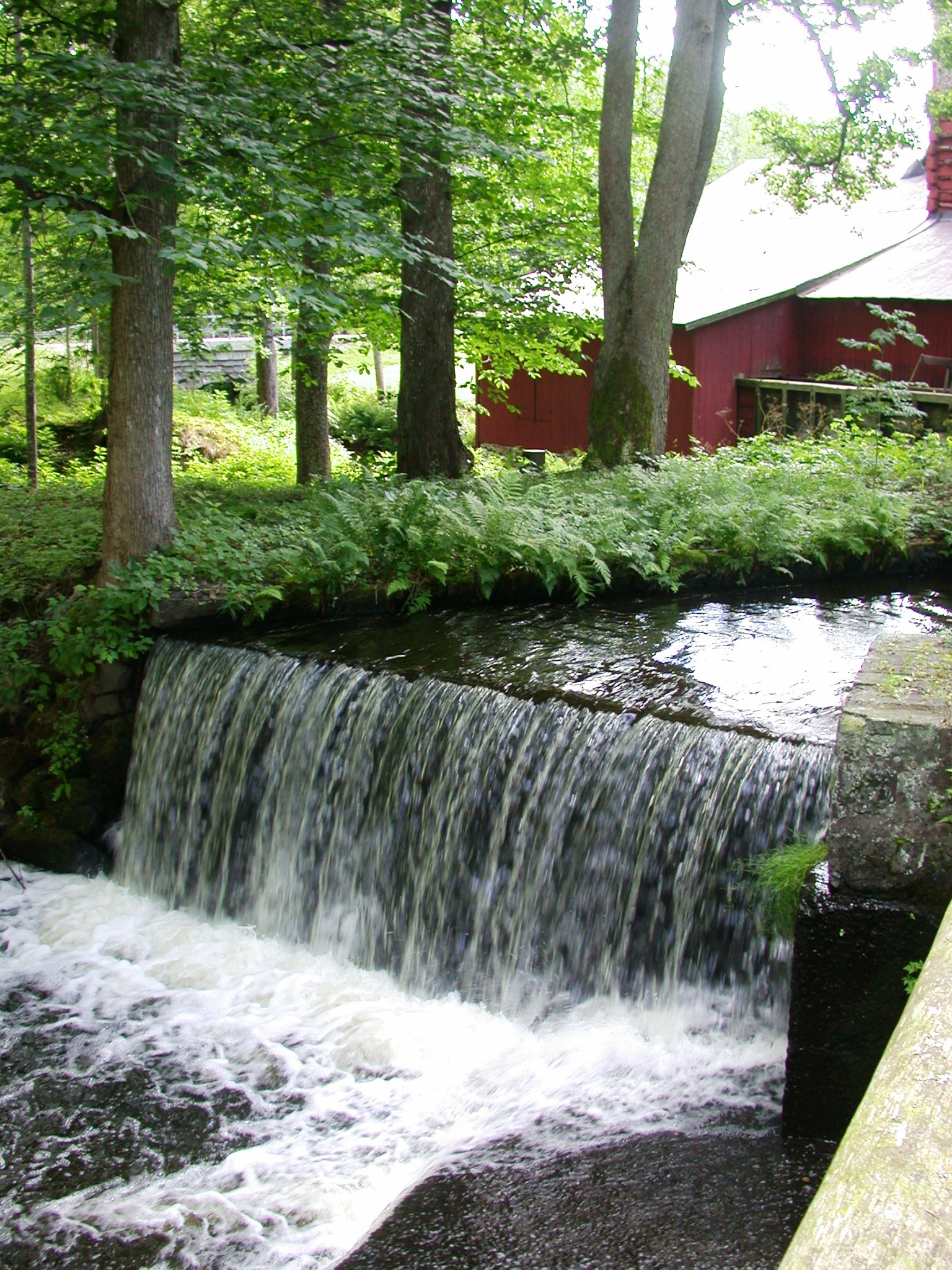
Đập và lò
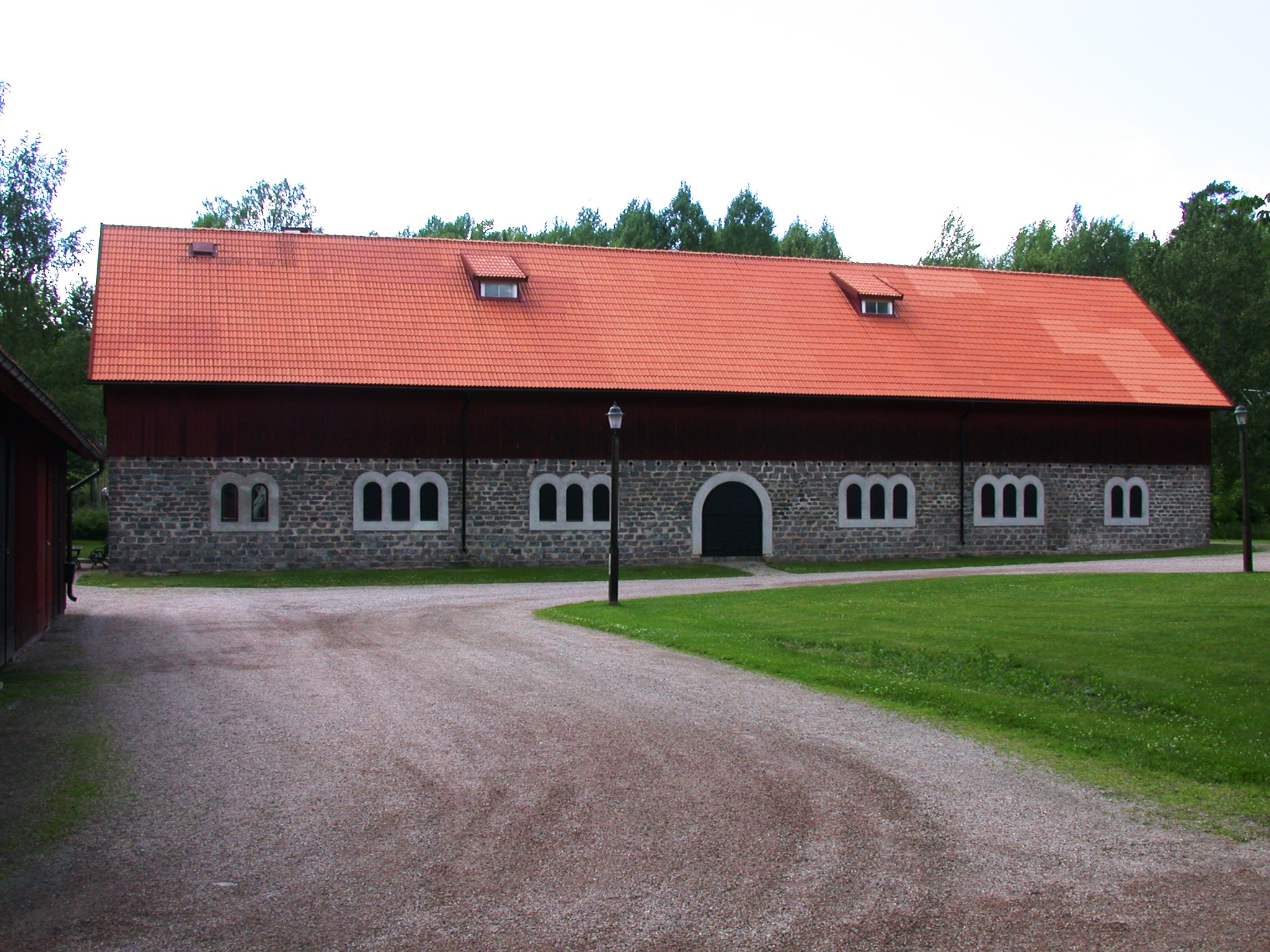
Một trại cũ
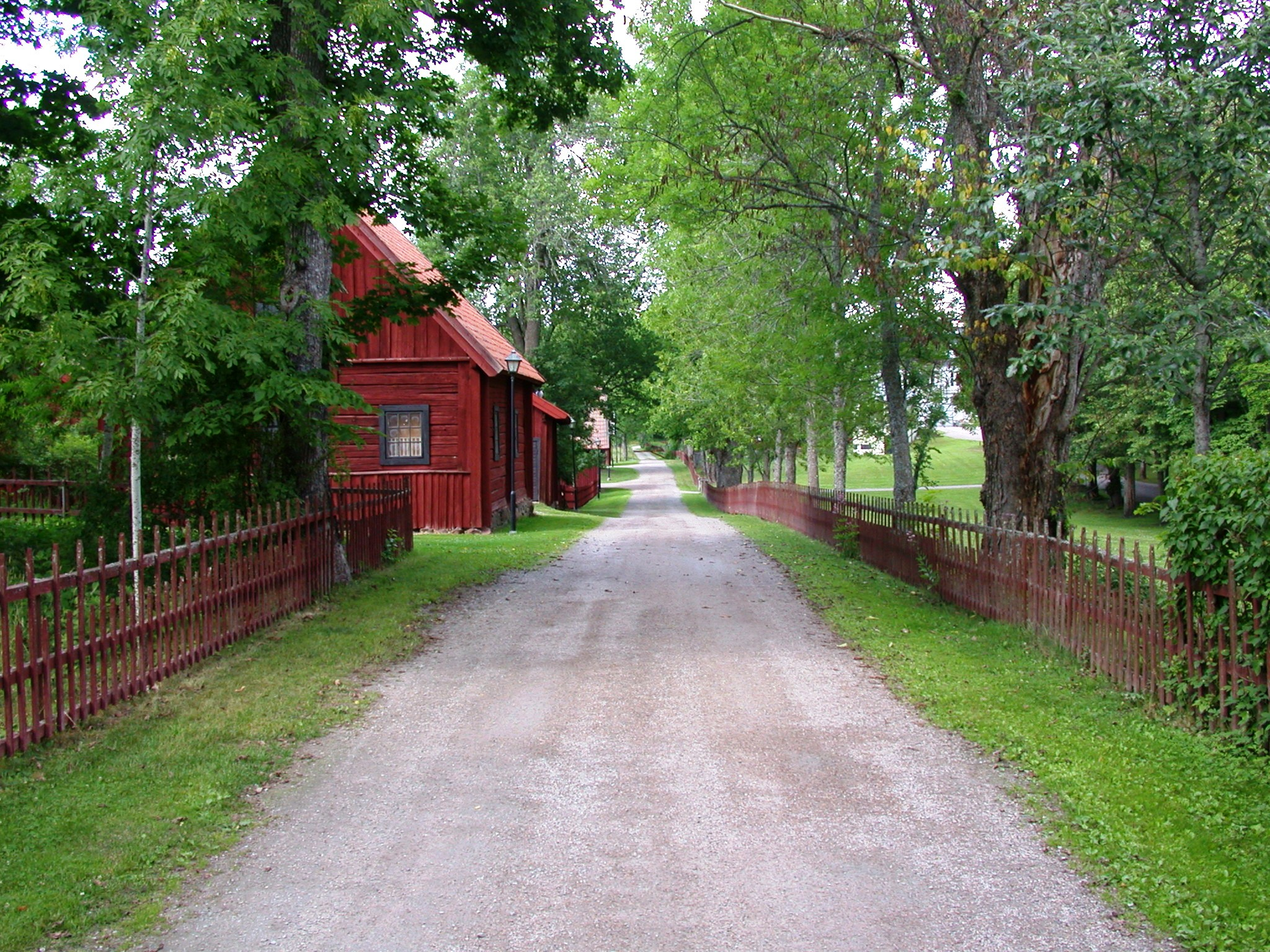
Một con đường